# 오기노촌 (가나가와현)
오기노촌(일본어: 荻野村)은 일본 가나가와현의 중앙부 아이코군에 속했던 촌이다. 1956년 9월 30일에 아쓰기시와 편입합병 되었다.

## 역사
- 1889년 4월 1일 - 정촌제 시행에 의해 아이코군 오기노촌이 성립하였다.
- 1956년 9월 30일 - 아쓰기시에 편입되어, 동일 오기노촌은 폐지되었다.

## 참고 문헌
- 角川日本地名大辞典編纂委員会,『角川日本地名大辞典 神奈川県』1984, 角川書店